# ناتشو منديز
ناتشو منديز (بالإسبانية: Nacho Méndez) (30 مارس 1998 في إسبانيا - ) هو لاعب كرة قدم إسباني في مركز الوسط. لعب مع ريال سبورتينغ خيخون وسبورتينغ خيخون ب.

## وصلات خارجية
- ناتشو منديز على موقع قاعدة بيانات كرة القدم.إي يو (الإنجليزية)
- ناتشو منديز على موقع Soccerway.com (الإنجليزية)